# Kazimierz Łyszczyński
Kazimierz Łyszczyński (phát âm tiếng Ba Lan: [kaˈʑimjɛʂ wɨʂˈtʂɨj̃skʲi] sinh ngày 4 tháng 3 năm 1634 – mất ngày 30 tháng 3 năm 1689), tên tiếng Anhː Casimir Liszinski, là một nhà quý tộc, triết gia và quân nhân Ba Lan, phục vụ gia đình Sapieha. Ông bị buộc tội, bị xét xử và bị xử tử vì đi theo chủ nghĩa vô thần năm 1689.
Trong 8 năm, ông học triết học với tư cách là một tu sĩ Dòng Tên và sau đó trở thành một podsędek (thẩm phán) trong các vụ kiện pháp lý chống lại các tu sĩ Dòng Tên liên quan đến bất động sản. Ông viết một luận thuyết mang tên Về sự không tồn tại của Thiên Chúa và sau đó bị xử tử với tội danh vô thần. Phiên tòa xét xử ông bị chỉ trích mạnh mẽ  và được coi là một vụ án giết người vì lý do tôn giáo được hợp pháp hóa ở Ba Lan.

## Đời sống

### Giáo dục và công việc

Huy hiệu của Kazimierz Łyszczyński

Kazimierz Łyszczyński sinh ra ở Łyszczyce, ngày nay là Quận Brest, Vùng Brest, Bêlarut. Ông là một nhà quý tộc, địa chủ, triết gia, và người lính phục vụ gia đình Sapieha. Trong 8 năm, ông học triết học với tư cách là một tu sĩ Dòng Tên, nhưng đã rời bỏ vị trí. Sau đó ông trở thành thẩm phán (podsędek) trong các vụ kiện pháp lý chống lại Dòng Tên liên quan đến đất đai.
Łyszczyński đọc một cuốn sách của Henry Aldsted có tựa đề Theologia Naturalis, cố gắng chứng minh sự tồn tại của thần thánh. Nhưng lập luận của nó rất phi lôgic đến nỗi Łyszczyński tìm thấy vô vàn điểm mâu thuẫn. Để chế giễu Aldsted, Łyszczyński đã viết trong lề của cuốn sách những từ "ergo non-est Deus" ("do đó, Thiên Chúa không tồn tại").
Dòng chữ này được một trong những con nợ của Łyszczyński phát hiện, Jan Kazimierz Brzoska, người đương là sứ thần của Brest tại Ba Lan. Brzoska miễn cưỡng trả lại một khoản tiền lớn mà Łyszczyńsk cho anh ta vay, sau đó buộc tội Łyszczyńsk là một người vô thần và đưa bằng chứng là quyển sách Witwicki, giám mục Poznań. Brzoska cũng đã đánh cắp và giao cho tòa án một bản sao viết tay của De non-existentia Dei, đây là luận thuyết triết học đầu tiên của Ba Lan trình bày về cuộc sống thực tế từ góc độ vô thần, một tác phẩm của Łyszczyński viết từ năm 1674.

### Phiên tòa
Witwicki cùng với Załuski, giám mục Kiev, đã nhiệt tình xử lý vụ việc này. Vua John III Sobieski đã cố gắng giúp Łyszczyński bằng cách ra lệnh rằng ông ta nên bị xét xử tại Vilnius, nhưng điều này không thể cứu Łyszczyński khỏi giáo sĩ. Đặc quyền đầu tiên của Łyszczyński với tư cách là một quý tộc Ba Lan rằng ông không thể tạm bắt giam trước khi bị kết án đã bị vi phạm. Vụ án Łyszczyński được đưa ra ánh sáng năm 1689, nơi ông bị buộc tội phủ nhận sự tồn tại của Chúa và đã phạm thượng chống lại Đức Trinh Nữ Maria và các vị thánh. Ông bị kết án tử hình vì đi theo chủ nghĩa vô thần.

### Chấp hành bản án

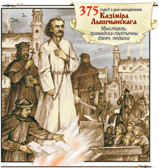
Bản vẽ năm 2009 của Belarus về vụ xử tử Łyszczyński.

Bản án được thực hiện trước buổi trưa tại Khu chợ phố cổ ở Warszawa, theo hình thức chém đầu. Sau đó, thi hàu của ông được chuyển ra ngoại ô thành phố và hỏa táng. 

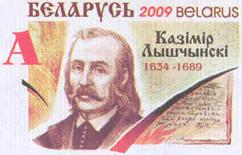
Tem Belarus năm 2009 vinh danh sinh nhật lần thứ 375 của Łyszczyński.

## De non-existentia Dei
Łyszczyński đã viết một luận thuyết mang tên De non-existentia Dei (Về sự không tồn tại của Thiên Chúa), nói rằng Thiên Chúa không tồn tại và cho rằng tôn giáo chỉ là phát minh của loài người.

## Tình trạng ở Ba Lan hiện đại
Bất kể liệu Łyszczyński có thực sự là một người vô thần hay không, tại Ba Lan thời Cộng sản, ông được tôn vinh như một vị tử vì đạo cho sự nghiệp đấu tranh cho chủ nghĩa vô thần. Trong một loạt các bài báo, nhà triết học Andrzej Nowicki đã trình bày một quan điểm lãng mạn hóa về Łyszczyński, nói rằng "với bề rộng của chân trời trí tuệ, sự thấu hiểu về triết học và sự táo bạo của tư tưởng, không nghi ngờ gì nữa, ông [Łyszczyński] người Ba Lan nổi tiếng nhất mọi thời đại. " 
Tháng 3 năm 2014, nhân cách và lý tưởng của ông là chủ đề chính tại một buổi biểu diễn công khai trong Cuộc rước kiệu Người Vô thần năm 2014 ở Ba Lan, tái hiện lại vụ hành quyết năm xưa.

## Trích dẫn và chú thích
1. ↑  Nowicki, Andrzej. "Kazimierz Łyszczyński 1634–1689". Racjonalista.pl (bằng tiếng Ba Lan). Truy cập ngày 19 tháng 3 năm 2019.
2. ↑  Aleksander Gieysztor, et al. 1979, History of Poland, page 261: A Lithuanian nobleman, Kazimierz Lyszczynski, was even beheaded for his alleged, or real, atheism (1689)
3. ↑  Jerzy Kłoczowski, 2000, A History of Polish Christianity, page 155: The most famous episode was the sentencing to death of Kazimierz Lyszczynski, a nobleman accused of atheism, by the Sejm court in 1689.
4. 1 2 3 4 5  (Skorobohaty 1840) Cazimir Lyszczynski, a noble and landowner of Lithuania, a man of a very respectable character, was perusing a book entitled Theologia Naturalis, by Henry Aldsted, a Protestant divine, and finding that the arguments which the author employed in order to prove the existence of divinity, were so confused that it was possible to deduce from them quite contrary consequences, he added on the margin the following words – "ergo non-est Deus," evidently ridiculing the arguments of the author. This circumstance was found out by Brzoska, nuncio of Brest in Lithuania, a debtor of Lyszczynski, who denouned him as an atheist, delivering, as evidence of his accusation, a copy of the work with the above-mentioned annotation to Witwicki, bishop of Posnania, who took up this affair with the greatest violence. He was zealously seconded by Zaluski, bishop of Kiod, a prelate known for his great learning and not devoid of merit in other respects, which however proved no check to religious fanaticism. The king, who was very far from countenancing such enormities, attempted to save the unfortunate Lyszczynski, by ordering that he should be judged at Wilno; but nothing could shelter the unfortunate man against the fanatical rage of the clergy represented by the two bishops; and the first privilege of a Polish noble, that he could not be imprisoned before his condemnation, and which had theretofore been sacredly observed even with the greatest criminals, was violated. On the simple accusation of his debtor, supported by the bishops, the affair was brought before the diet of 1689, before which the clergy, and particularly the bishop Zaluski, accused Lyszczynski of having denied the existence of God, and uttered blasphemies against the blessed Virgin and the saints. The unfortunate victim, terrified by his perilous situation, acknowledged all that was imputed to him, made a full recantation of all he might have said and written against the doctrine of the Roman Catholic church, and declared his entire submission to its authority. This was, however, of no avail to him, and his accusers were even scandalized that the diet permitted him to make a defence, and granted the term of three days for collecting evidence of his innocence, as the accusation of the clergy ought, in their judgment, to be sufficient evidence on which to condemn the culprit. The fanaticism of the diet was excited in a most scandalous manner by the blasphemous representation that divinity should be propitiated by the blood of its offenders. The diet decreed that Lyszczynski should have his tongue pulled out, and then be beheaded and burnt. This atrocious sentence was executed, and the bishop Zaluski himself gives a relation of what he considered an act of piety and justice! The king was horror-struck at this news and exclaimed that the Inquisition could not do any thing worse. It is necessary, on this occasion, to render justice to Pope Innocent XI., who, instead of conferring a cardinal's hat on the bishop of Posnania, bitterly censured this disgraceful affair.
5. ↑  The Spirit of Polish History by Antoni Chołoniewski. Translated by Jane (Addy) Arctowska. Published by The Polish Book Importing Co., inc., 1918. p. 38 "The execution of the nobleman Lyszczynski, accused of atheism, religious murder ordered by the Diet of 1689, remained an isolated case."
6. 1 2  Theo Mechtenberg (ngày 3 tháng 2 năm 2015). "Atheistische Bewegung im katholischen Polen" (PDF). Polen-Analysen (bằng tiếng Đức). Deutsches Polen-Institut. Truy cập ngày 4 tháng 2 năm 2019.
7. ↑  Janusz Tazbir, 1966, Historia Kościoła Katolickiego w Polsce. 1460–1795: Catholics who were suspected of being atheists were treated much more severely than Protestants who openly proclaimed their beliefs. An example is given by a trial of nobleman Kazmierz Łyszczyński, who was sentenced to death for atheism in 1689. Łyszczyński is thought to have written a longer treatise on the existence of God, where he expressed his affection for atheism. The manuscript of this treatise was stolen by his personal foe, Jan Kazimierz Brzóska, who sent it to Poznań bishop Stanisław Witwicki, who accused the blasphemer in court. Other bishops supported this accusation. In effect the diet sentenced Łyszczyński to death by beheading and cutting of his tongue. King Jan Sobieski is said to have expressed his discontent by saying that the inquisition would not have undertaken a more severe decision. After the king's appeal the execution was limited to beheading only. The body of the blasphemer was burned. The trial was not well regarded in Rome. The pope thought that the bishops had abused their entitlements and that the sentence had been too severe. It is however worth noting that Łyszczyński's trial is the only known example in the 17th century of a noblemen being executed because of his beliefs.
8. ↑  (Pomian-Srzednicki 1982)
9. ↑  "Marsz Ateistów w Warszawie. Inscenizacja egzekucji na rynku". Bản gốc lưu trữ ngày 26 tháng 8 năm 2014. Truy cập ngày 7 tháng 7 năm 2020.
10. ↑  "Koalicja Ateistyczna: An Encounter with Polish Atheists". Bản gốc lưu trữ ngày 26 tháng 8 năm 2014. Truy cập ngày 7 tháng 7 năm 2020.